# Acampamento Adão Pretto
O  Acampamento Adão Pretto é um acampamento da Frente Nacional de Luta Campo e Cidade (FNL), localizado no município de Araçatuba (SP), localizado na via Karan Rezek. Recebeu este nome em homenagem ao já falecido deputado federal Adão Pretto, um dos auxiliadores da fundação MST. O acampamento Adão Pretto é atualmente o maior do Brasil e formado por 1,2 mil pessoas até outubro de 2009. Tem como líder José Rainha Júnior, e coordenador Claudemir Silva Novais, ambos fundadores da FNL. Rainha denominou as novas ações de "nova fronteira" pela luta pela terra no Estado de São Paulo. As famílias foram convidadas para compor o acampamento são das cidades da região como Birigui, Brejo Alegre, Guararapes, Bilac e Guzolândia, geralmente da periferia, mesmo sem histórico de lutas pelas terras.
Instalado deste março de 2009, tem como objetivo reividicar terras consideradas improdutivas pelo Incra e já fazer uma seleção para os futuros assentamentos.Em 31 de outubro de 2009 as famílias componentes do acampamento fizeram uma marcha na cidade de Araçatuba em prol a Reforma Agrária na região noroeste do Estado de São Paulo.